# The Gymnastics Samurai
The Gymnastics Samurai (体操ザムライ, Taisō Zamurai) est une série d'animation japonaise créée par Hisatoshi Shimizu. Elle est animée par le studio MAPPA, et est composée de onze épisodes, qui sont initialement diffusés au Japon entre le 11 octobre 2020 et le 20 décembre 2020 sur TV Asahi.
La série suit Shōtarō Aragaki, sportif japonais de l'équipe nationale de gymnastique, alors qu'il est à un tournant de sa carrière.
Dans les pays francophones, la série est diffusée par Crunchyroll. Dans les pays anglophones, elle est diffusée en simulcast par Crunchyroll tandis qu'une version doublée en anglais a été produite par Funimation.

## Trame

### Résumé
En 2002, l'équipe de gymnastique masculine du Japon ne se porte pas bien. Shōtarō Aragaki est un gymnaste professionnel et ancien athlète olympique. Cependant, malgré ses bonnes performances, il n'a jamais réussi à décrocher une médaille d'or. Après avoir subi une blessure à l'épaule et en raison de son âge, son entraîneur, Noriyuki Amakusa, lui suggère de prendre sa retraite. En envisageant la retraite, Shōtarō emmène sa fille Rei à Edo Wonderland, un parc d'attraction à thème, axé autour de la période d'Edo. Là-bas, ils rencontrent un étranger déguisé en ninja, Leo, qui les suit chez eux. Plus tard, lors d'une conférence de presse annonçant sa retraite, Shōtarō change d'avis à mi-chemin et décide de poursuivre une carrière dans la gymnastique.

### Personnages

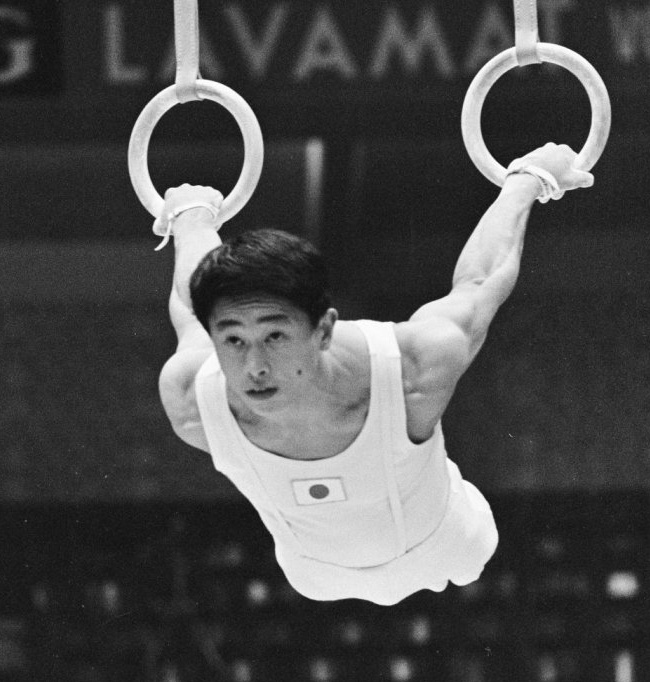
Takashi Mitsukuri, un athlète olympique japonais, comme le héros de la série.

L'histoire est principalement centrée sur les trois personnages de Shōtarō Aragaki, de sa fille Rei et du mystérieux Léo. De nombreux personnages tiennent un rôle important, comme les différents membres de la famille des personnages principaux, ou les autres sportifs qu'ils rencontrent au cours des différentes compétitions.
Shōtarō Aragaki (荒垣城太郎, Aragaki Jōtarō)
Shōtarō est un gymnaste surnommé « Le Samouraï ». En raison d'une mauvaise passe, il envisageait de prendre sa retraite de la gymnastique jusqu'à ce qu'il change d'avis lors d'une interview.
Leonardo Sturges (レオナルド スタージス, Reonarudo Sutājisu)
Plus connu sous le nom de Lép, Léonardo est un ancien danseur de ballet surnommé « Le Ninja » qui, après avoir rencontré Shōtarō et sa fille Rei à Edo Wonderland, les suit chez eux et devient leur ami. Il est poursuivi par des personnes en costumes noirs pour des raisons liées à sa carrière de ballet.
Rei Aragaki (荒垣玲, Aragaki Rei)
La fille de Shōtarō. Malgré son jeune âge, elle est très mature et gère la maison pendant les absences de son père.

## Anime

### Développement et diffusion
La série est dirigée par Hisatoshi Shimizu, qui a travaillé sur plusieurs autres séries du studio MAPPA, notamment sur Zombie Land Saga. L'équipe de développement comprend plusieurs anciens habitués du studio, dont le scénariste Shigeru Murakoshi, la conceptrice de personnages Kasumi Fukagawa, et le directeur principal de l'animation Fumihide Sai. La musique est composée par Masaru Yokoyama, qui a notamment composé pour Your Lie in April et Fruits Basket.

### Liste des épisodes
| No | Titre français              | Titre japonais     | Titre japonais   | Date de 1re diffusion |
| No | Titre français              | Kanji              | Rōmaji           | Date de 1re diffusion |
| -- | --------------------------- | ------------------ | ---------------- | --------------------- |
| 1  | Samouraï à la retraite      | 引退ザムライ       | Intai Zamurai    | 11 octobre 2020       |
| 2  | Samouraï au fond du gouffre | どん底ザムライ     | Donzoko Zamurai  | 18 octobre 2020       |
| 3  | Samouraï provoqué en duel   | 決闘ザムライ       | Kettō Zamurai    | 25 octobre 2020       |
| 4  | La fille du samouraï.       | ザムライ娘。       | Zamurai Musume   | 1er novembre 2020     |
| 5  | La bataille du samouraï     | 合戦ザムライ       | Gassen Zamurai   | 8 novembre 2020       |
| 6  | Famille de samouraïs        | 親子ザムライ       | Oyako Zamurai    | 15 novembre 2020      |
| 7  | L'entraînement du samouraï  | 合宿ザムライ       | Gasshuku Zamurai | 22 novembre 2020      |
| 8  | L'apprentissage du samouraï | 特訓ザムライ       | Tokkun Zamurai   | 29 novembre 2020      |
| 9  | Ninja et samouraï           | ニンジャ＆ザムライ | Ninja & Zamurai  | 6 décembre 2020       |
| 10 | Le défi du samouraï         | 決戦ザムライ       | Kessen Zamurai   | 13 décembre 2020      |
| 11 | La gymnastique du samouraï  | 体操ザムライ       | Taisō Zamurai    | 20 décembre 2020      |

### Doublage
Les trois personnages principaux, Shōtarō Aragaki, sa fille Rei et Leonardo Sturges, sont respectivement doublés par Daisuke Namikawa, Rina Honnizumi (en) et Kenshō Ono (en).
L'anime reçoit également un doublage anglais, avec Christopher Wehkamp dans le rôle de Shōtarō, Jill Harris (en) dans le rôle de sa fille et Brandon McInnis (en) dans le rôle de Léo,.

## Accueil
Christopher Farris, chroniqueur pour le site spécialisé Anime News Network, félicite le ton de la série, très feel-good, ainsi que son côté décalé.
Reuben Baron, du site spécialisé Comic Book Resources, déplore également la présence d'un stéréotype homosexuel parmi les personnages principaux de l'anime, reposant principalement sur des clichés.